# حادث الناقلة الإيرانية سانتشي 2018
حادث الناقلة الإيرانية سانتشي هو حادث تصادم ناقلة نفط إيرانية مع سفينة شحن صينية، وقع في 6 يناير 2018 في بحر الصين الشرقي.
وكانت الناقلة البحرية سانتشي، محملة بـ136 ألف طن من النفط.
أسفر الحادث عن نشوب حريق هائل بالناقلة، وأدی إلى فقدان 32 بحارا، بينهم 30 إيرانيا وبنغلاديشيان. استمر الحريق لأكثر من أسبوع ثم في 14 يناير غرقت الناقلة بالكامل.

## التفاصيل
في 6 يناير 2018، في حوالي الساعة الثامنة مساءً بتوقيت وسط أوروبا، اصطدمت الناقلة البحرية «سانتشي»، التي كانت في طريقها من جزيرة خارج الإيرانية إلى ديسان بمقاطعة تشنغتشونغ الجنوبية في كوريا الجنوبية، بسفينة الشحن الصينية، سي إف كريستال، في بحر الصين الشرقى على بعد نحو 160 ميلا بحريا (300 كيلومتر) قبالة ساحل الصين قرب شنغهاي.
و كانت الناقلة محملة بـ136 ألف طن (960,000 برميل) من مكثفات الغاز الطبيعي من حقل بارس الجنوبي لصالح شركة هانوا توتال الكورية الجنوبية. مكثفات الغاز الطبيعي، غالبا ما تقصر إلى «المكثفات»، هي نوع قابلة للاشتعال للغاية من النفط الخام الخفيف جدا.
أسفر الحادث عن نشوب حريق هائل بالناقلة وفُقد جراء ذلك كل أفراد طاقم الناقلة البالغ عددهم 32 شخصا.
ناقلة سانتشي هي ناقلة نفط خام من طراز سويس ماكس بنيت عام 2008 من قبل شركة هيونداي سامهو للصناعات الثقيلة في كوريا الجنوبية. وكانت تديرها شركة ناقلات النفط الوطنية الإيرانية. يبلغ طولها 274.18 متر ويمكنها حمل وحدات وزنها 167,154 طن.
وكانت السفينة الاخری التي حدث معها التصادم هي سفينة الشحن سي إف كريستال المسجلة في هونغ كونغ وهي كانت في طريقها من كالاما في الولايات المتحدة إلی مقاطعة غوانغدونغ في الصين. وكانت تحمل السفينة 64,000 طن من الحبوب. فبعد الاصطدام تم إنقاذ جميع أفراد طاقم السفينة البالغ عددهم 21 شخصا وجميعهم من المواطنين الصينيين. ثم انتقلت السفينة الي ميناء زهوشان في 10 يناير.

## ‌بعد الحادث
في 8 يناير عثرت فرق الإنقاذ على جثة أحد أفراد طاقم الناقلة. وتفيد التقارير أن في 10 يناير وقع انفجار، على متن الناقلة.
ثم قدّرت وزارة المحيطات والمصائد في كوريا الجنوبية، بإن النيران ستظل مشتعلة في الناقلة لنحو أسبوعين إلى أربعة أسابيع.
وفي 13 يناير تمكن فريق الإنقاذ المكون من أربعة أفراد من الصعود على متن الناقلة. عثر الفريق على جثتين جديدتين لفردين من طاقم الناقلة. كما
تمكن من العثور علی الصندوق الاسود التابع للسفينة. لكن بعد نصف ساعة اضطر لترك الناقلة سريعا بسبب تغير اتجاه الريح وزيادة الخطر من استمرار التعرض للدخان السام الكثيف.
وفي الساعة 4:45 مساء يوم 14 يناير 2018 غرقت الناقلة بالكامل ولم ينجو أحد من الطاقم. وقال محمود راستاد، رئيس الوكالة البحرية الإيرانية،: «بأن هناك ليس أي أمل في العثور على ناجين من أفراد الطاقم».

## ردود الفعل
أعلنت الحكومة الإيرانية الحداد العام يوم الاثنين 15 يناير بمناسبة مصرع طاقم ناقلة النفط.
وقد عزا قائد الثورة الإسلامية آية الله علي الخامنئي الشعب الإيراني على وفاتهم، قائلاً: «بأن هؤلاء الأشخاص قد توفوا في سبيل أداء الخدمة لبلدهم وهذا مصدر فخر واعتزاز لهم الذي قد يكون عامل تسلية للقلوب المكلومة على رحيلهم.» كما أعرب الرئيس الإيراني الشيخ حسن روحاني عن تعازيه للشعب الإيراني لاسيما عائلات الضحايا بوفاة أعضاء طاقم الناقلة.